# Scarus
Scarus – rodzaj ryb okoniokształtnych z rodziny skarusowatych.

## Klasyfikacja
Gatunki zaliczane do tego rodzaju:
| - Scarus altipinnis - Scarus arabicus - Scarus caudofasciatus - Scarus chameleon - Scarus chinensis - Scarus coelestinus - Scarus coeruleus - Scarus collana - Scarus compressus - Scarus dimidiatus - Scarus dubius - Scarus falcipinnis - Scarus ferrugineus - Scarus festivus - Scarus flavipectoralis - Scarus forsteni - Scarus frenatus - Scarus fuscocaudalis | - Scarus fuscopurpureus - Scarus ghobban – kaliodon natalski - Scarus globiceps - Scarus gracilis - Scarus guacamaia - Scarus hoefleri - Scarus hypselopterus - Scarus iseri – skarus loro - Scarus koputea - Scarus longipinnis - Scarus maculipinna - Scarus niger - Scarus obishime - Scarus oviceps - Scarus ovifrons - Scarus perrico - Scarus persicus | - Scarus prasiognathos - Scarus psittacus - Scarus quoyi - Scarus rivulatus - Scarus rubroviolaceus - Scarus russelii - Scarus scaber - Scarus schlegeli - Scarus spinus - Scarus taeniopterus - Scarus tricolor - Scarus trispinosus - Scarus vetula – skarus wetula - Scarus viridifucatus - Scarus xanthopleura - Scarus zelindae - Scarus zufar |

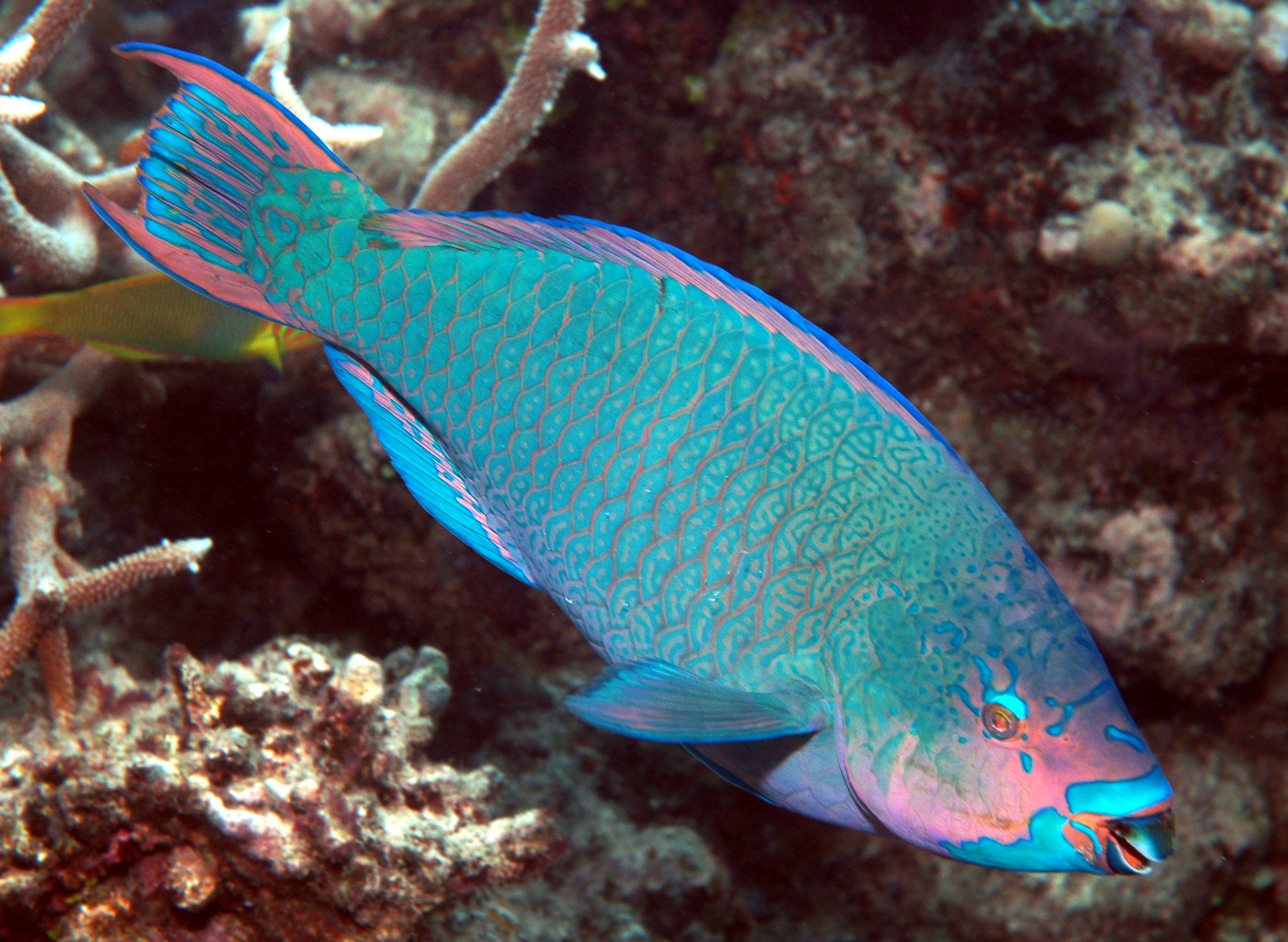
Scarus altipinnis
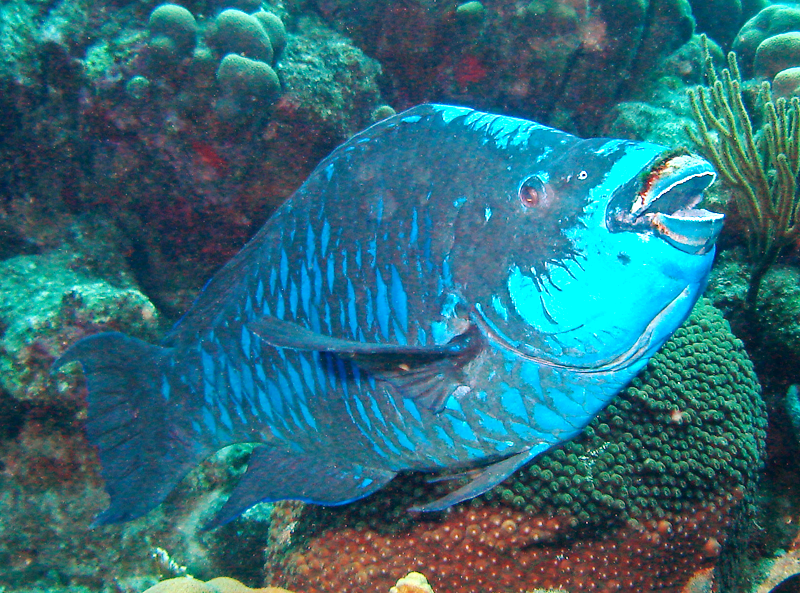
Scarus coelestinus
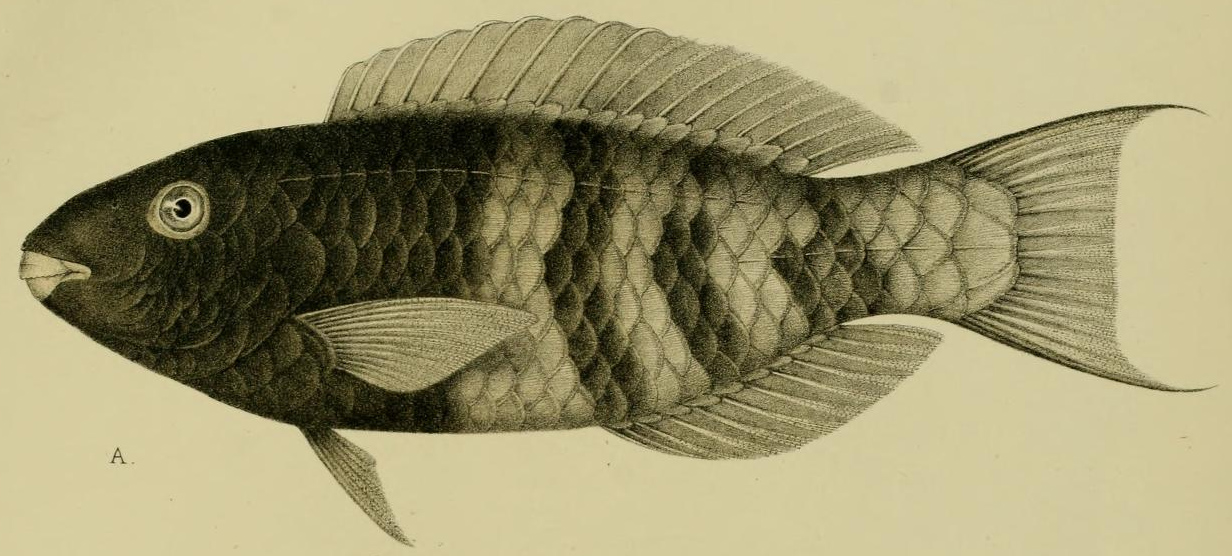
Scarus dimidiatus
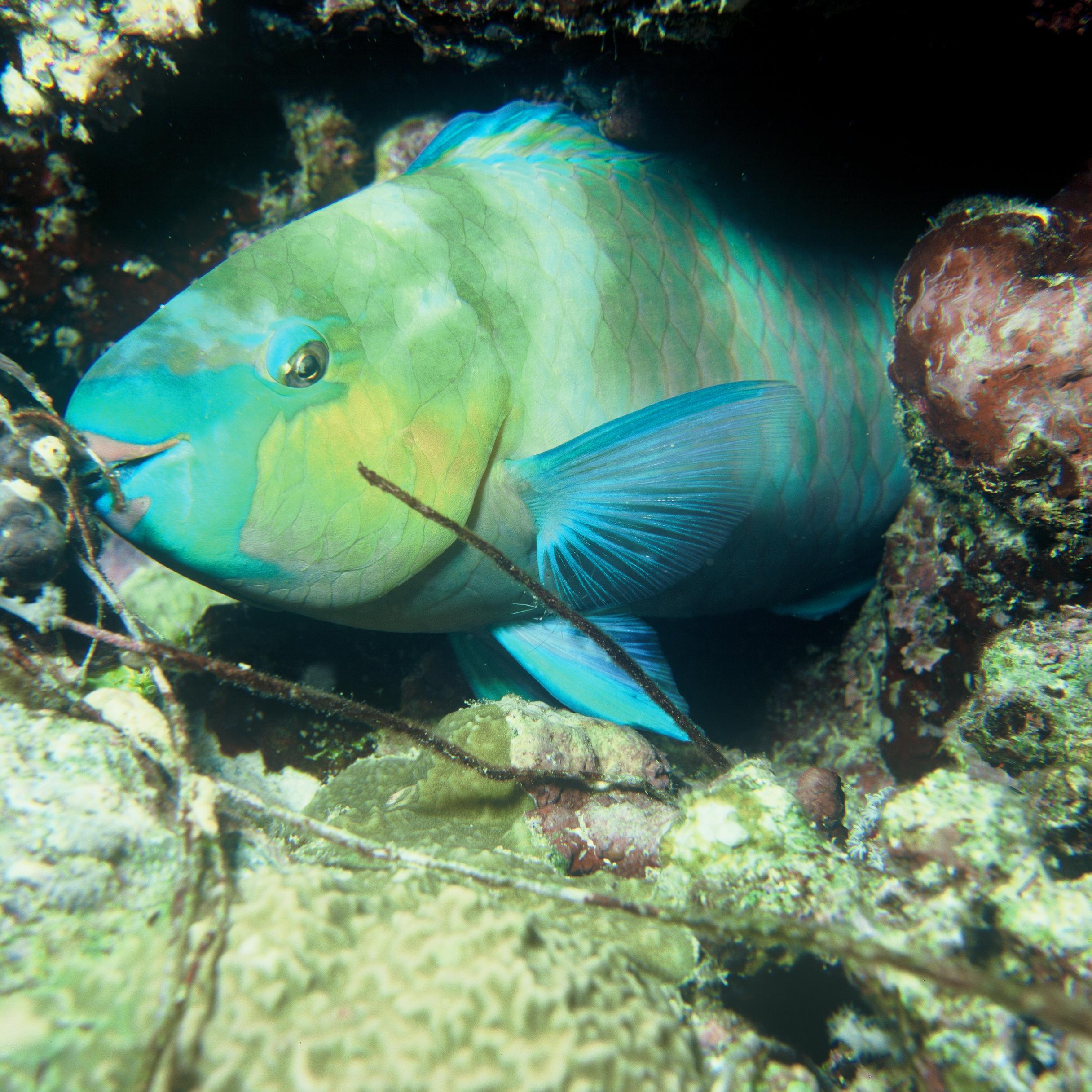
Scarus ferrugineus
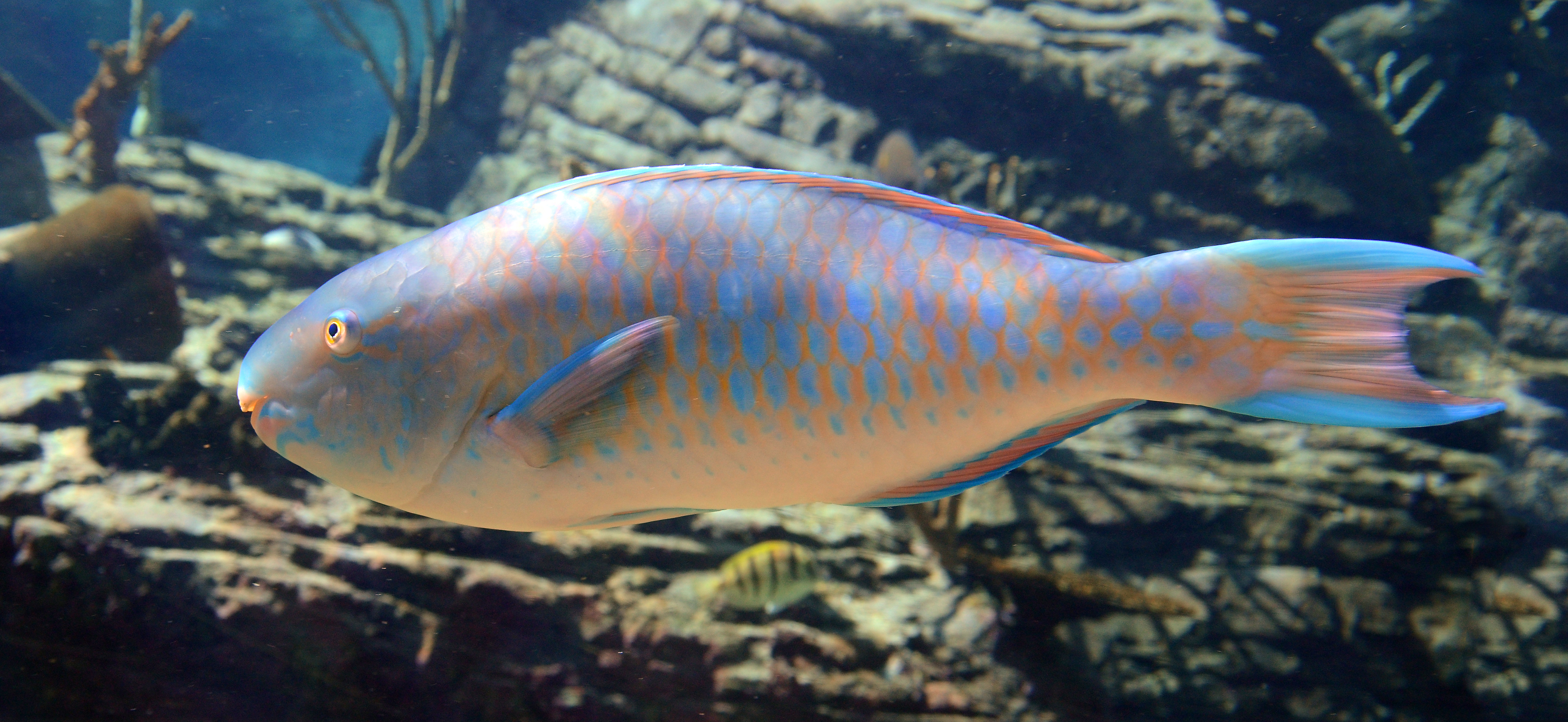
Scarus ghobban
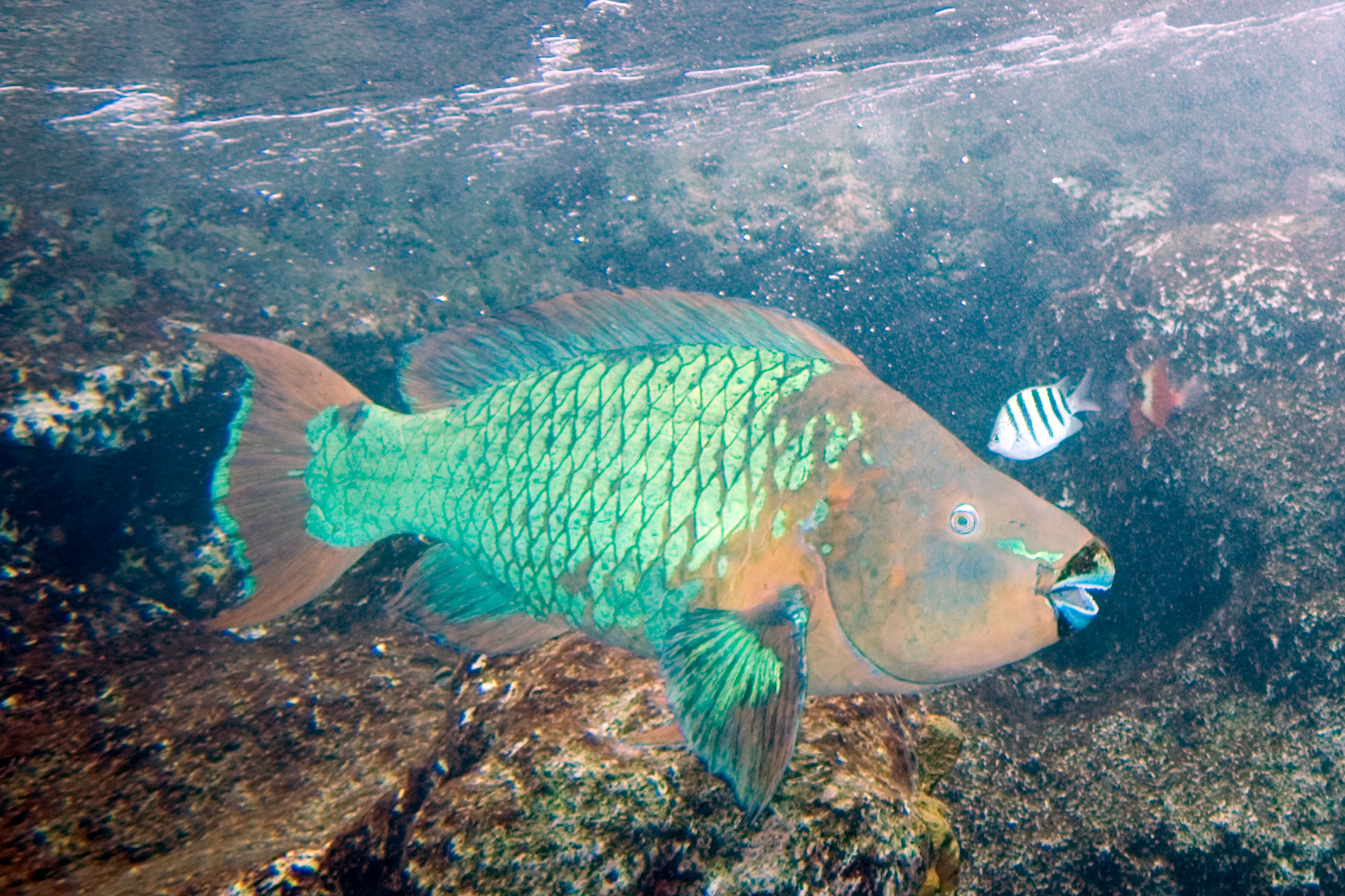
Scarus guacamaia
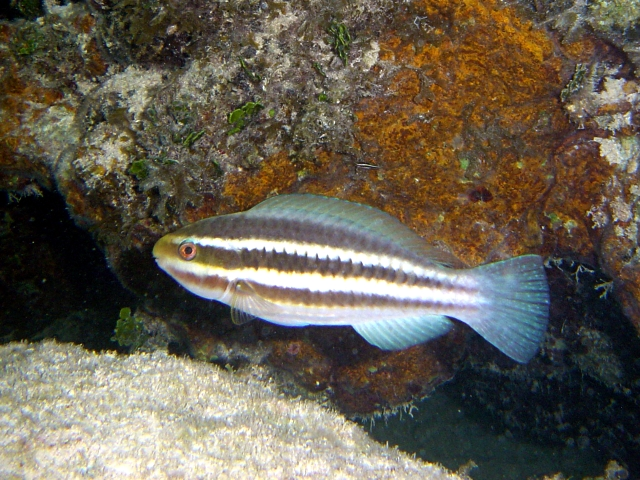
Scarus iseri
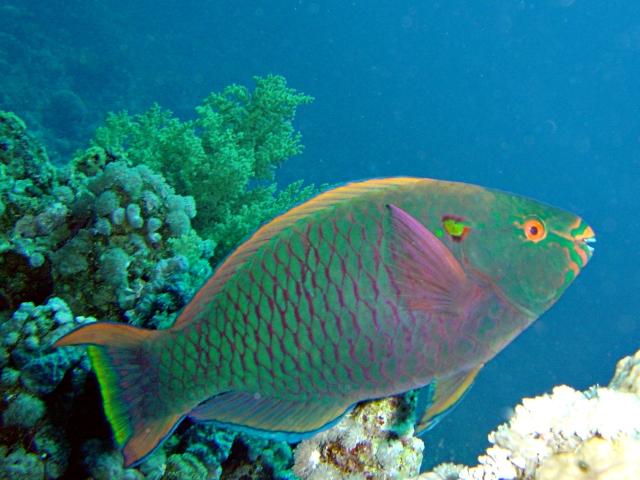
Scarus niger
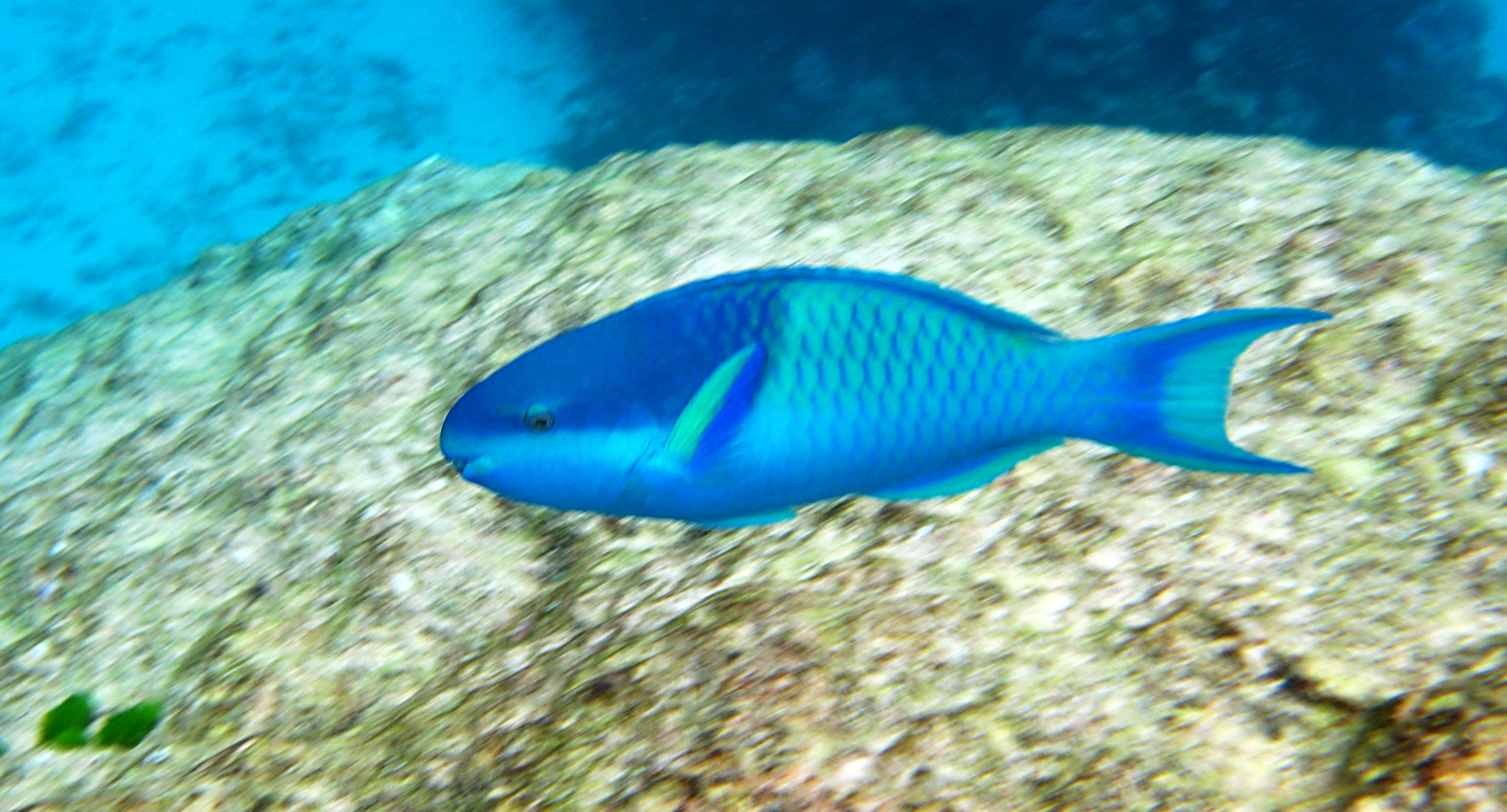
Scarus oviceps
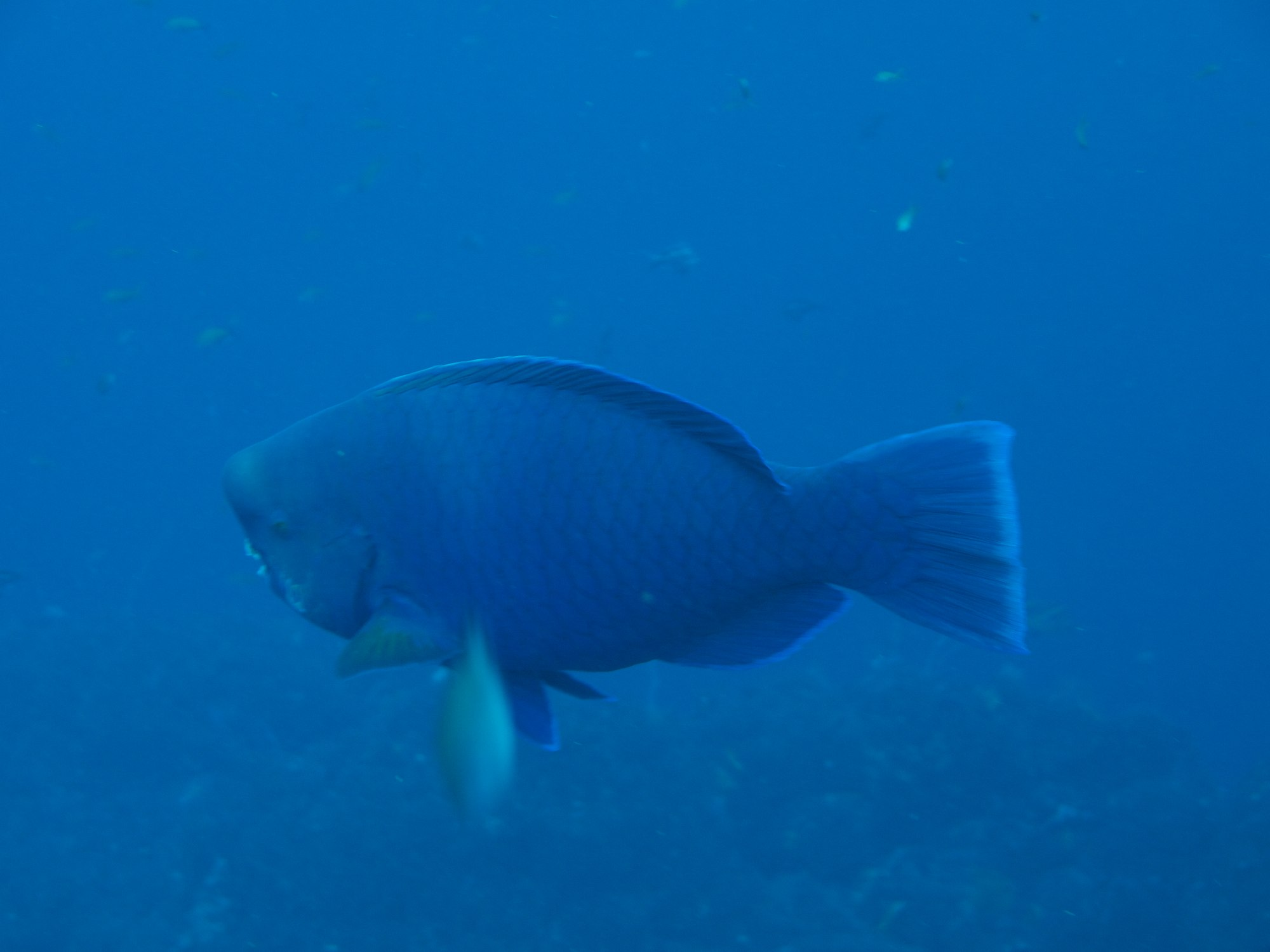
Scarus ovifrons
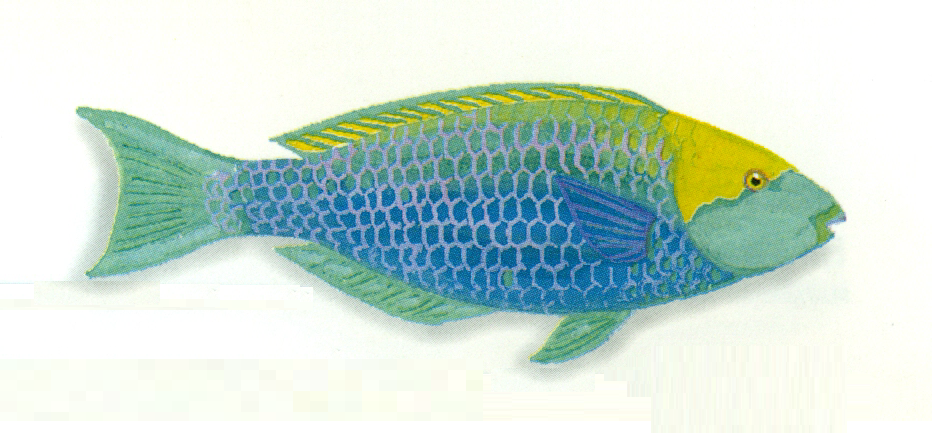
Scarus prasiognathos
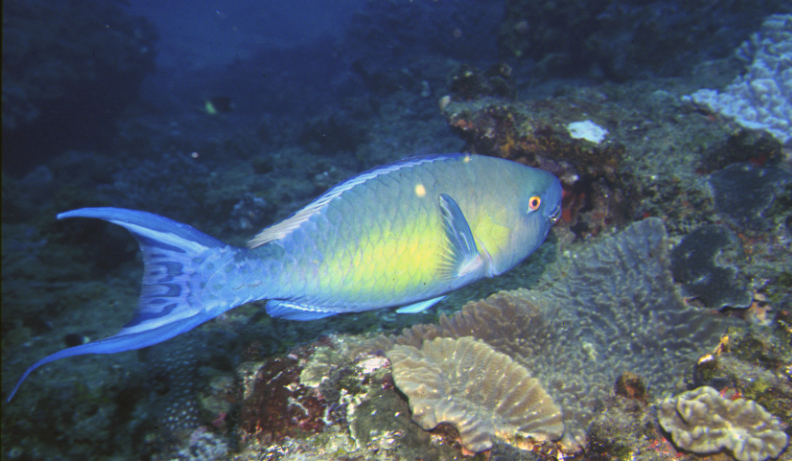
Scarus rubroviolaceus
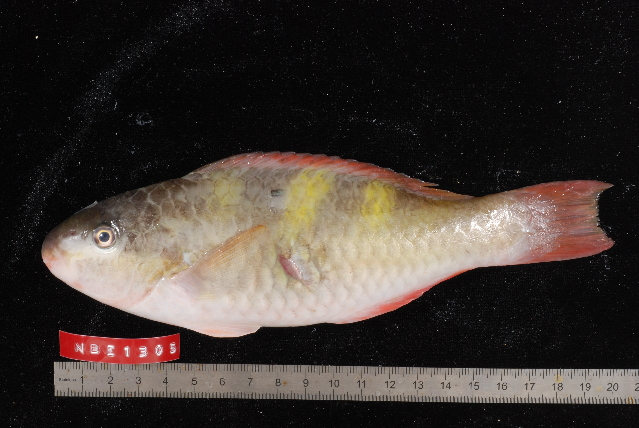
Scarus scaber
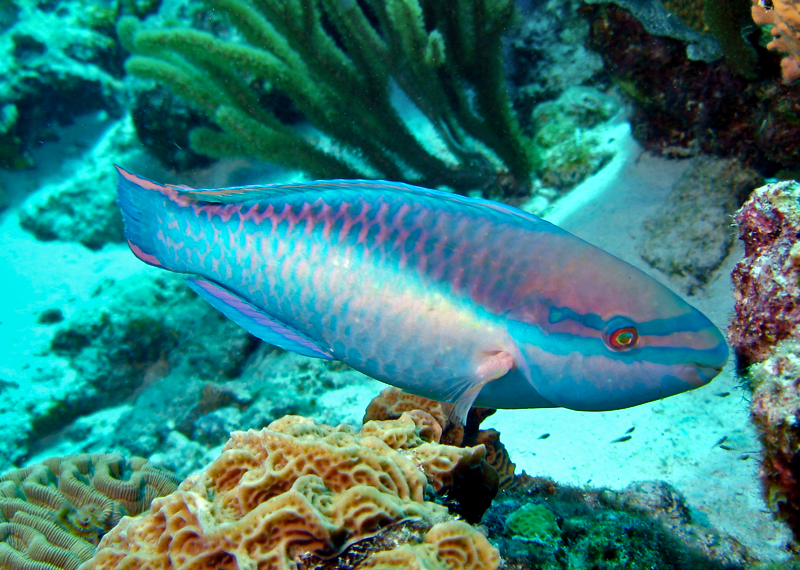
Scarus taeniopterus
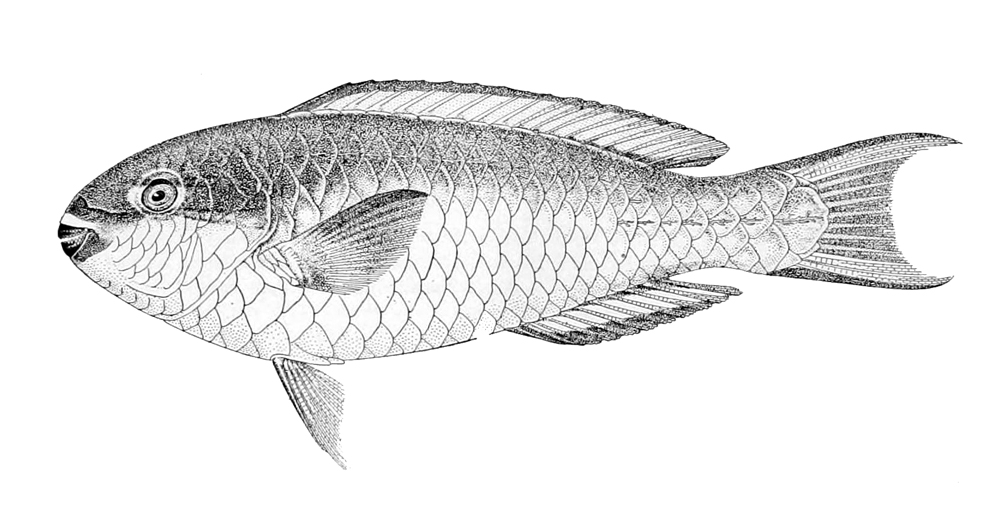
Scarus tricolor
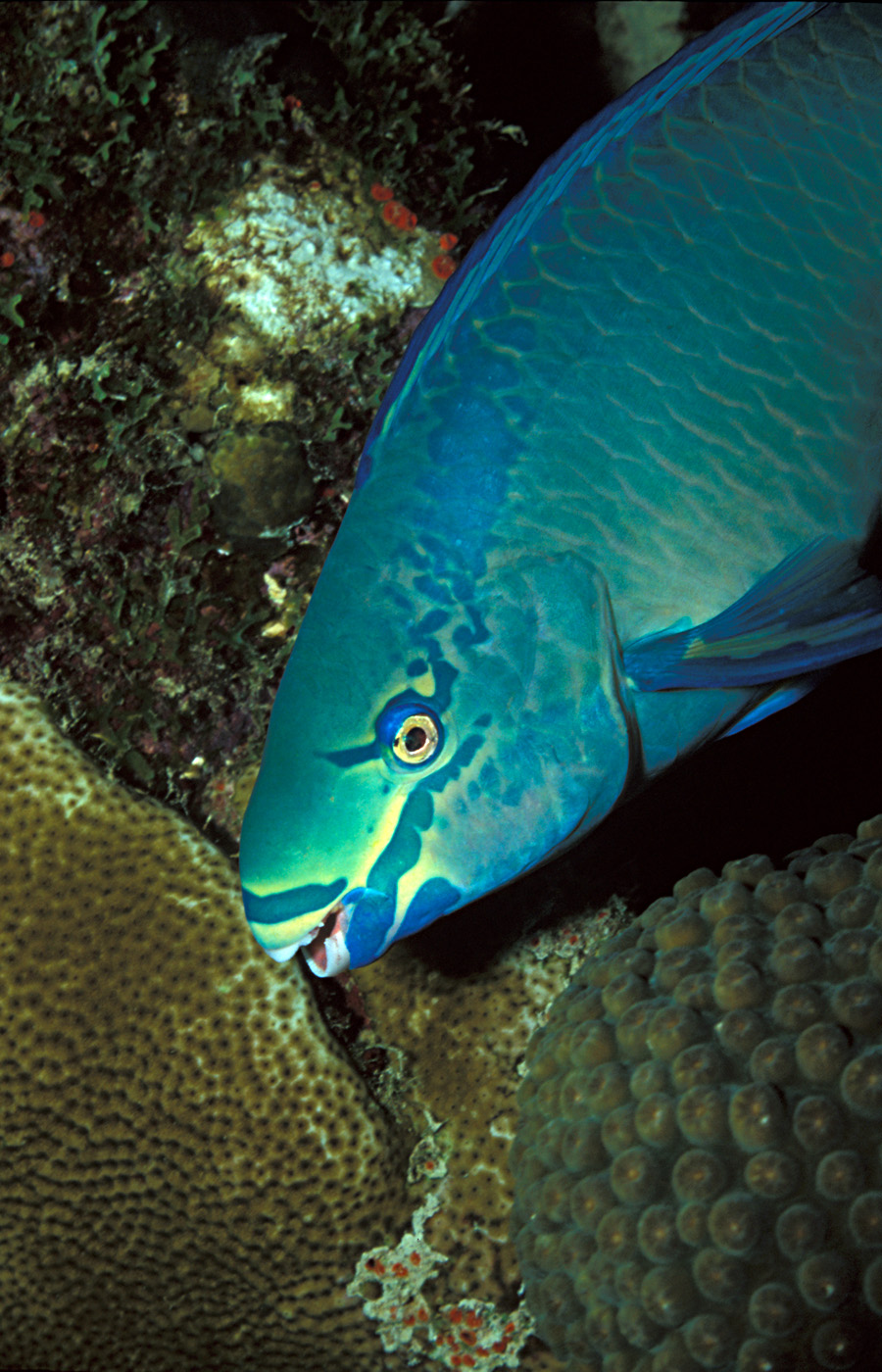
Scarus vetula